# Guy Leleu
Pour les articles homonymes, voir Leleu.
Guy Leleu, né le 4 février 1950 à Surques, est un ancien coureur cycliste professionnel français.

## Palmarès
- 1970
  - 3e du Grand Prix de Lillers

- 1971
  - Grand Prix de Lillers

- 1973
  - Grand Prix Guillaume Tell :
    - Classement général
    - 7e étape

  - 2e, 6e et 9e étapes du Tour de Yougoslavie

- 1974
  - Trois Jours de Sedan
  - 4e étape du Tour de l'Avenir
  - 2e et 7e étapes du Tour d'Autriche
  - 2e du Grand Prix des Flandres françaises
  - 3e de Paris-Égreville

- 1975 
  - 3e du Grand Prix de Plumelec

- 1977
  - Trois Jours de Lumbres
  - Grand Prix des Flandres françaises
  - 2e du Grand Prix de Lillers
  - 2e du Grand Prix de la ville de Pérenchies

- 1978
  - Grand Prix des Marbriers

- 1979
  - Circuit du Port de Dunkerque
  - 3e du Grand Prix des Marbriers

- 1980
  - 2e du Grand Prix de Saint-Souplet

## Résultats sur les grands tours

### Tour de France
1 participation
- 1975 : 55e